# Vila Lavoslava Reichla
Vila Lavoslava Reichla je rodinný dům, který stojí v Praze 5 Hlubočepích ve vilové čtvrti Barrandov ve východní části ulice Pod Habrovou.

## Historie
Rodinný dům si nechal postavit v letech 1937–1938 ředitel filmových ateliérů na Barrandově Lavoslav Reichl podle projektu architekta Otta Glase.
Lavoslav Reichl (1897–1968) se narodil v chorvatském Záhřebu. Po otcově smrti roku 1901 odjel s matkou do Čech, kde vystudoval techniku. Po skončení 1. světové války pracoval u různých společností – ve filmové společnosti Excelsiorfilm jako technický správce, ve filmové půjčovně Lloydfilm v propagaci, od roku 1925 jako ředitel filmové společnosti Kinema při České bance nebo vedl kino Světozor na Václavském náměstí. Od roku 1927 vedl jako ředitel vinohradské ateliéry pro společnost A-B. Od počátku 30. let 20. století vedl stavbu barrandovských ateliérů, ve kterých se poté stal jejich ředitelem. Roku 1939 odjel do Jugoslávie, během 2. světové války byl zatčen, uprchl však do Švýcarska. Po skončení války se vrátil zpět do Československa do barrandovských ateliérů, kde byl opět ředitel, v letech 1946–1948 náměstek pro výrobu a později reprezentant Československého státního filmu v Bulharsku. Od roku 1948 žil v Izraeli, od 50. let 20. století opět v Praze, kde zařizoval a vedl školní ateliéry FAMU v Klimentské ulici.

### Po roce 1989
V letech 2011–2013 byl dům rekonstruován a fasáda zateplena. Při této modernizaci byly odstraněny okenice, dřevěná zábradlí na balkonech a vápencová podezdívka. Dřevěné, nahoře zaoblené vstupní dveře a okna byly nahrazeny novými.

## Popis
Dům postavený na obdélném půdorysu je patrový s podkrovím. Vstup je přes nárožní arkády, vnější strany arkád jsou sešikmeny. Tradiční ráz dávaly stavbě menší okna s okenicemi, balkony na boční fasádě a kamenné zdivo parteru. V prvním podlaží se nacházel byt domovníka, technické zázemí a skladovací prostory. Byl odtud vstup na terasu a zahradu. Ve druhém podlaží byl hlavní obytný prostor vily, ve třetím podlaží pak menší pokoje s balkonem, komora a půda. Podlaží byla propojena centrálním točitým schodištěm, v interiéru se dochovaly původní vestavěné skříně. Ještě v roce 1947 byl v průčelí prvního patra před okny dřevěný balkon.